# Ákos Buzsáky
Ákos Buzsáky, född 7 maj 1982, är en ungersk fotbollsspelare som senast spelade för Portsmouth. Han är 180 centimeter lång. Före sin proffskarriär spelade han i ungdomslaget Grund FC.